# Indonesia tại Giải vô địch bóng đá thế giới
Đội tuyển bóng đá quốc gia Indonesia đã tham dự Giải vô địch bóng đá thế giới, với kết quả tốt nhất của họ là vòng 16 đội tại Giải vô địch bóng đá thế giới 1938 ngay trong lần đầu tiên họ tham dự.

## Thành tích
| Năm               | Vòng                     | Vị trí                   | ST                       | T                        | H*                       | B                        | BT                       | BB                       |
| là Đông Ấn Hà Lan | là Đông Ấn Hà Lan        | là Đông Ấn Hà Lan        | là Đông Ấn Hà Lan        | là Đông Ấn Hà Lan        | là Đông Ấn Hà Lan        | là Đông Ấn Hà Lan        | là Đông Ấn Hà Lan        | là Đông Ấn Hà Lan        |
| ----------------- | ------------------------ | ------------------------ | ------------------------ | ------------------------ | ------------------------ | ------------------------ | ------------------------ | ------------------------ |
| 1930              | Không tham dự            | Không tham dự            | Không tham dự            | Không tham dự            | Không tham dự            | Không tham dự            | Không tham dự            | Không tham dự            |
| 1934              | Không tham dự            | Không tham dự            | Không tham dự            | Không tham dự            | Không tham dự            | Không tham dự            | Không tham dự            | Không tham dự            |
| 1938              | Vòng 16 đội              | 15                       | 1                        | 0                        | 0                        | 1                        | 0                        | 6                        |
| là Indonesia      |                          |                          |                          |                          |                          |                          |                          |                          |
| 1950              | Rút lui                  | Rút lui                  | Rút lui                  | Rút lui                  | Rút lui                  | Rút lui                  | Rút lui                  | Rút lui                  |
| 1954              | Không tham dự            | Không tham dự            | Không tham dự            | Không tham dự            | Không tham dự            | Không tham dự            | Không tham dự            | Không tham dự            |
| 1958              | Rút lui                  | Rút lui                  | Rút lui                  | Rút lui                  | Rút lui                  | Rút lui                  | Rút lui                  | Rút lui                  |
| 1962              | Rút lui                  | Rút lui                  | Rút lui                  | Rút lui                  | Rút lui                  | Rút lui                  | Rút lui                  | Rút lui                  |
| 1966              | Không tham dự            | Không tham dự            | Không tham dự            | Không tham dự            | Không tham dự            | Không tham dự            | Không tham dự            | Không tham dự            |
| 1970              | Không tham dự            | Không tham dự            | Không tham dự            | Không tham dự            | Không tham dự            | Không tham dự            | Không tham dự            | Không tham dự            |
| 1974              | Không vượt qua vòng loại | Không vượt qua vòng loại | Không vượt qua vòng loại | Không vượt qua vòng loại | Không vượt qua vòng loại | Không vượt qua vòng loại | Không vượt qua vòng loại | Không vượt qua vòng loại |
| 1978              | Không vượt qua vòng loại | Không vượt qua vòng loại | Không vượt qua vòng loại | Không vượt qua vòng loại | Không vượt qua vòng loại | Không vượt qua vòng loại | Không vượt qua vòng loại | Không vượt qua vòng loại |
| 1982              | Không vượt qua vòng loại | Không vượt qua vòng loại | Không vượt qua vòng loại | Không vượt qua vòng loại | Không vượt qua vòng loại | Không vượt qua vòng loại | Không vượt qua vòng loại | Không vượt qua vòng loại |
| 1986              | Không vượt qua vòng loại | Không vượt qua vòng loại | Không vượt qua vòng loại | Không vượt qua vòng loại | Không vượt qua vòng loại | Không vượt qua vòng loại | Không vượt qua vòng loại | Không vượt qua vòng loại |
| 1990              | Không vượt qua vòng loại | Không vượt qua vòng loại | Không vượt qua vòng loại | Không vượt qua vòng loại | Không vượt qua vòng loại | Không vượt qua vòng loại | Không vượt qua vòng loại | Không vượt qua vòng loại |
| 1994              | Không vượt qua vòng loại | Không vượt qua vòng loại | Không vượt qua vòng loại | Không vượt qua vòng loại | Không vượt qua vòng loại | Không vượt qua vòng loại | Không vượt qua vòng loại | Không vượt qua vòng loại |
| 1998              | Không vượt qua vòng loại | Không vượt qua vòng loại | Không vượt qua vòng loại | Không vượt qua vòng loại | Không vượt qua vòng loại | Không vượt qua vòng loại | Không vượt qua vòng loại | Không vượt qua vòng loại |
| 2002              | Không vượt qua vòng loại | Không vượt qua vòng loại | Không vượt qua vòng loại | Không vượt qua vòng loại | Không vượt qua vòng loại | Không vượt qua vòng loại | Không vượt qua vòng loại | Không vượt qua vòng loại |
| 2006              | Không vượt qua vòng loại | Không vượt qua vòng loại | Không vượt qua vòng loại | Không vượt qua vòng loại | Không vượt qua vòng loại | Không vượt qua vòng loại | Không vượt qua vòng loại | Không vượt qua vòng loại |
| 2010              | Không vượt qua vòng loại | Không vượt qua vòng loại | Không vượt qua vòng loại | Không vượt qua vòng loại | Không vượt qua vòng loại | Không vượt qua vòng loại | Không vượt qua vòng loại | Không vượt qua vòng loại |
| 2014              | Không vượt qua vòng loại | Không vượt qua vòng loại | Không vượt qua vòng loại | Không vượt qua vòng loại | Không vượt qua vòng loại | Không vượt qua vòng loại | Không vượt qua vòng loại | Không vượt qua vòng loại |
| 2018              | Bị cấm thi đấu           | Bị cấm thi đấu           | Bị cấm thi đấu           | Bị cấm thi đấu           | Bị cấm thi đấu           | Bị cấm thi đấu           | Bị cấm thi đấu           | Bị cấm thi đấu           |
| 2022              | Chưa xác định            | Chưa xác định            | Chưa xác định            | Chưa xác định            | Chưa xác định            | Chưa xác định            | Chưa xác định            | Chưa xác định            |
| 2026              | Chưa xác định            | Chưa xác định            | Chưa xác định            | Chưa xác định            | Chưa xác định            | Chưa xác định            | Chưa xác định            | Chưa xác định            |
| Tổng số           | 1/21                     | -                        | 1                        | 0                        | 0                        | 1                        | 0                        | 6                        |

*Kết quả hòa được tính cả ở vòng đấu loại trực tiếp được quyết định trên loạt sút luân lưu

## Giải vô địch bóng đá thế giới 1938

### Hungary v Đông Ấn Hà Lan
| Hungary                                                       | 6 - 0    | Đông Ấn Hà Lan |
| ------------------------------------------------------------- | -------- | -------------- |
| Kohut 14' · Toldi 16' · Sárosi 25', 88' · Zsengellér 30', 67' | Chi tiết |                |

| Hungary | Đông Ấn Hà Lan |

| HUNGARY:                        |  |                   |
|                                 |  |                   |
| GK                              |  | József Háda       |
| DF                              |  | Lajos Korányi     |
| DF                              |  | Sándor Bíró       |
| MF                              |  | József Turay      |
| MF                              |  | Gyula Lázár       |
| MF                              |  | István Balogh     |
| FW                              |  | Géza Toldi        |
| FW                              |  | György Sárosi (c) |
| FW                              |  | Ferenc Sas        |
| FW                              |  | Gyula Zsengellér  |
| FW                              |  | Vilmos Kohut      |
| Huấn luyện viên:                |  |                   |
| Károly Dietz và Alfréd Schaffer |  |                   |

| ĐÔNG ẤN HÀ LAN:      |  |                     |
|                      |  |                     |
| GK                   |  | Mo Heng Tan         |
| DF                   |  | Frans Hu Kon        |
| DF                   |  | Jack Samuels        |
| MF                   |  | Achmad Nawir (c)    |
| MF                   |  | Frans Meeng         |
| MF                   |  | Sutan Anwar         |
| FW                   |  | The Hong Djien      |
| FW                   |  | Isaak Pattiwael     |
| FW                   |  | Hans Taihuttu       |
| FW                   |  | Suvarte Soedarmadji |
| FW                   |  | Henk Zomers         |
| Huấn luyện viên:     |  |                     |
| Johannes Mastenbroek |  |                     |

| Cầu thủ của trận đấu: Trợ lý trọng tài: Charles de la Salle Karl Weingartner |